# Ilja Muromez (Schiff, 1958)
Die Ilja Muromez (russisch Илья Муромец) ist ein Flusskreuzfahrtschiff, das im Jahre 1958 in der DDR auf der VEB Mathias-Thesen-Werft in Wismar als Schiff der Serie II 588 gebaut wurde und zur Rodina-Klasse (Projekt 588) gehört. Die deutsche Bezeichnung lautet BiFa Typ A (Binnenfahrgastschiff Typ A). Es trägt den Namen einer Heldengestalt der Kiewer Tafelrunde, des bekanntesten Bogatyrs Ilja Muromez.

## Beschreibung
Das Schiff mit drei Passagierdecks wurde 1958 unter der Baunummer 120 für die Sowjetunion gebaut. Es gehört zu einer von 1954 bis 1961 hergestellten Baureihe von 49 Schiffen des Typs Rodina, die in zwei leicht voneinander abweichenden Serien vom Stapel liefen, die erste Serie von elf Schiffen der Tschkalow-Klasse und ab 1957 die zweite Serie von 38 Schiffen der Kosmonaut-Gagarin-Klasse.
Das Schiff verfügt über einen dieselelektrischen Antrieb mit drei Hauptmotoren des Typs R 6 DV 48 des Motorenherstellers VEB Schwermaschinenbau „Karl Liebknecht“  (SKL). 2004/2005 wurde das Schiff komplett modernisiert. 2008 machte die Ilja Muromez als erste in der Geschichte eine 23-tägige Kreuzfahrt Moskau – Rostow am Don, Astrachan – Moskau. Es wird vom Unternehmen OOO Infoflot betrieben, auf den Strecken Moskau – Walaam – Sankt Petersburg, Moskau – Twer – Uglitsch – Moskau und Moskau – Kaljasin – Jaroslawl – Nischni Nowgorod – Kasan – Tscheboksary – Kostroma – Myschkin – Moskau.

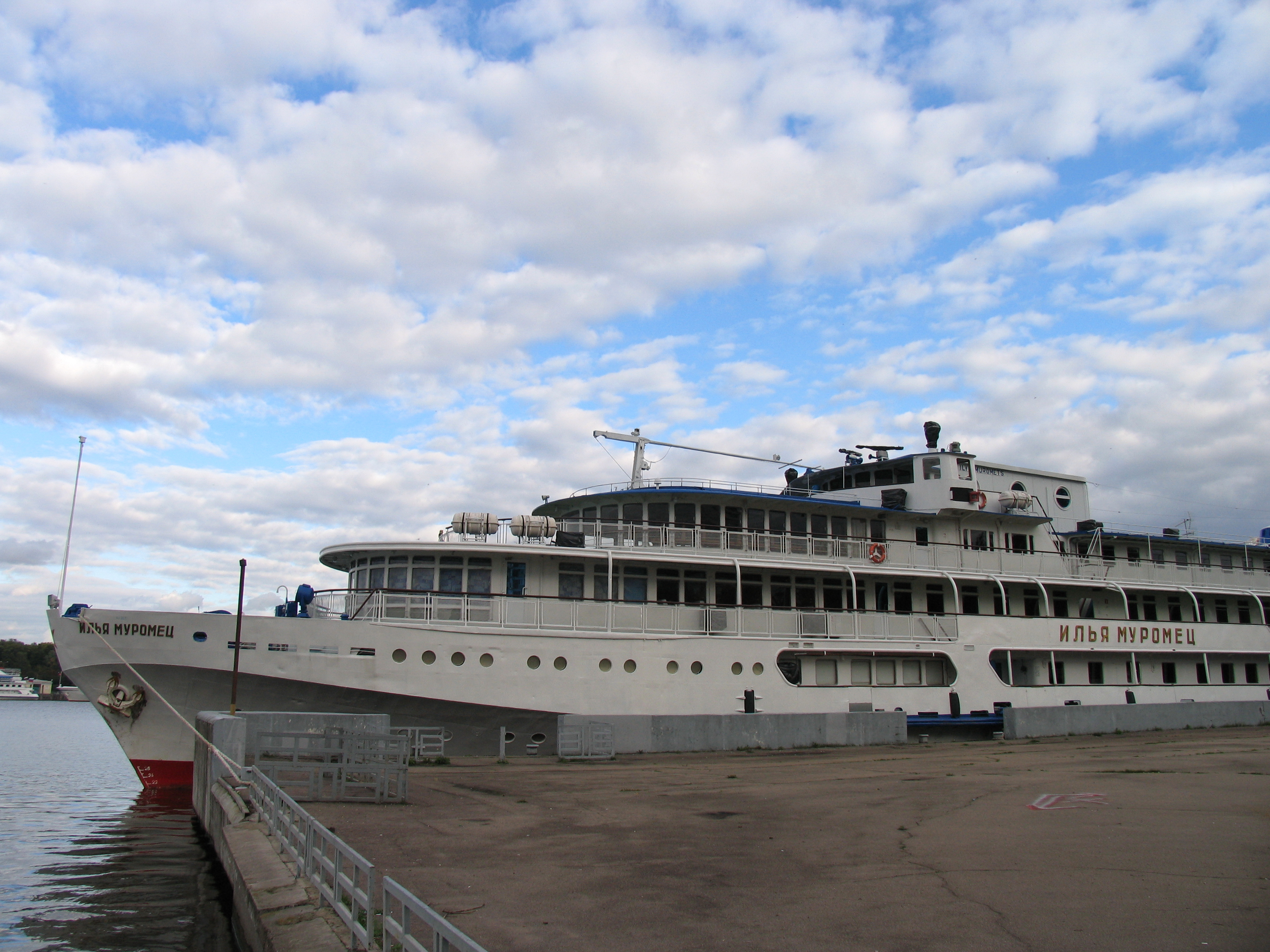
Bug des Schiffes
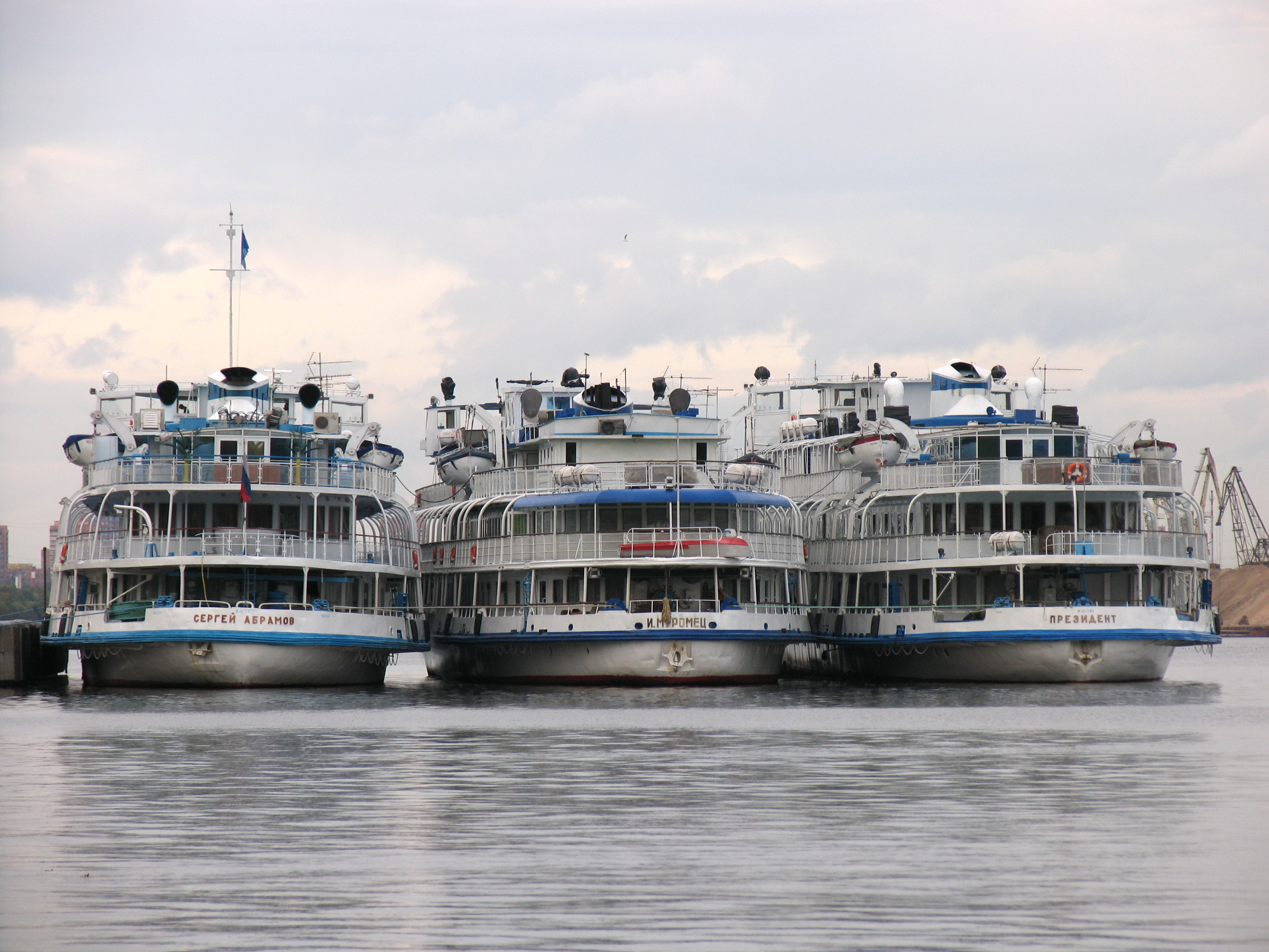
Von links nach rechts: die 2011 verunglückte Sergej Abramow, die Ilja Muromez und die Präsident in Tuschino, Moskau, 2011.

## Ausstattung
Alle Kabinen sind mit WC, Dusche und Waschbecken, Kühlschrank, Fernsehgerät mit Sat-TV-Empfang und Zentralklimaanlage ausgestattet. Es gibt zwei Restaurants  für je 70 Personen und zwei Bars auf dem Schiff. Nach dem Umbau 2004/2005 wurde die Anzahl der Passagierplätze wesentlich reduziert.